# Categoría Primera A
La Categoría Primera A, organizzata dalla División Mayor del Fútbol Colombiano (DIMAYOR), è la massima serie del campionato colombiano di calcio. Per ragioni di sponsor è anche nota come Liga BetPlay Dimayor.
Nel corso della sua storia il massimo campionato nazionale ha avuto le seguenti dominazioni: dal 1948 al 1989 Campeonato Profesional; dal 1990 al 2009 Copa Mustang; dal 2010 al 2014 Liga Postobon; dal 2015 al 2019 Liga Águila; e dal 2020 ad oggi Liga BetPlay Dimayor.
Nel 2020 il campionato colombiano occupava il 14º posto del ranking mondiale dei campionati stilato annualmente dall'IFFHS e il 5º posto a livello continentale, pertanto è considerato una delle leghe calcistiche più competitive del Sudamerica.

## Formula
È composto da torneo di Apertura e torneo di Finalización. Entrambi i tornei hanno la stessa struttura: dopo una prima fase all'italiana, le migliori otto classificate danno vita a due gironi da quattro squadre. Il torneo si chiude con la doppia finale, che prevede andata e ritorno ed è disputata dalle prime classificate dei due gironi.

## Squadre
Stagione 2023.
| Squadra                | Allenatore            | Città           | Stadio                         | Capienza |
| ---------------------- | --------------------- | --------------- | ------------------------------ | -------- |
| Alianza                | Dayron Montesino      | Barrancabermeja | Daniel Villa Zapata            | 10 400   |
| América de Cali        | Juan Cruz Real        | Cali            | Pascual Guerrero               | 33 130   |
| América de Cali        | Juan Cruz Real        | Armenia         | Centenario                     | 20 716   |
| Atlético Bucaramanga   | Guillermo Sanguinetti | Bucaramanga     | Alfonso López                  | 28 000   |
| Atlético Bucaramanga   | Guillermo Sanguinetti | Barrancabermeja | Daniel Villa Zapata            | 10 400   |
| Atlético Huila         | David Suárez          | Neiva           | Guillermo Plazas Alcid         | 22 000   |
| Atlético Nacional      | Alejandro Restrepo    | Medellín        | Atanasio Girardot              | 40 043   |
| Boyacá Chicó           | Belmer Aguilar        | Tunja           | La Independencia               | 20 630   |
| Deportes Tolima        | Hernán Torres         | Ibagué          | Manuel Murillo Toro            | 28 100   |
| Deportivo Cali         | Alfredo Arias         | Palmira         | Deportivo Cali                 | 44 000   |
| Deportivo Pasto        | Diego Corredor        | Pasto           | Departamental Libertad         | 20 665   |
| Deportivo Pereira      | Alexis Márquez        | Pereira         | Hernán Ramírez Villegas        | 30 297   |
| Envigado               | José Arastey          | Envigado        | Polideportivo Sur              | 11 000   |
| Independiente Medellín | Javier Álvarez        | Medellín        | Atanasio Girardot              | 40 043   |
| Jaguares               | Alberto Suárez        | Montería        | Jaraguay                       | 12 000   |
| Atlético Junior        | Luis Amaranto Perea   | Barranquilla    | Metropolitano Roberto Meléndez | 49 692   |
| Atlético Junior        | Luis Amaranto Perea   | Barranquilla    | Romelio Martínez               | 8 600    |
| La Equidad             | Alexis García         | Bogotà          | Metropolitano de Techo         | 8 000    |
| La Equidad             | Alexis García         | Bogotà          | Nemesio Camacho El Campín      | 36 343   |
| Millonarios            | Alberto Gamero        | Bogotà          | Nemesio Camacho El Campín      | 36 343   |
| Once Caldas            | Hubert Bodhert        | Manizales       | Palogrande                     | 28 678   |
| Rionegro Águilas       | Francesco Stifano     | Rionegro        | Alberto Grisales               | 14 000   |
| Ind. Santa Fe          | Pablo Peirano         | Bogotà          | Nemesio Camacho El Campín      | 36 343   |
| Unión Magdalena        | Harold Rivera         | Santa Marta     | Sierra Nevada                  | 16 000   |

## Albo d'oro
| Anno      | Campione                   | Allenatore campione     | Secondo classificato   |
| --------- | -------------------------- | ----------------------- | ---------------------- |
| 1948      | Ind. Santa Fe (1)          | Carlos Carrillo Nalda   | Atlético Junior        |
| 1949      | Millonarios (1)            | Carlos Aldabe           | Deportivo Cali         |
| 1950      | Deportes Caldas (1)        | Alfredo Cuezzo          | Millonarios            |
| 1951      | Millonarios (2)            | Adolfo Pedernera        | Boca Juniors de Cali   |
| 1952      | Millonarios (3)            | Adolfo Pedernera        | Boca Juniors de Cali   |
| 1953      | Millonarios (4)            | Adolfo Pedernera        | Deportes Quindío       |
| 1954      | Atlético Nacional (1)      | Fernando Paternoster    | Deportes Quindío       |
| 1955      | Independiente Medellín (1) | José Manuel Moreno      | Atlético Nacional      |
| 1956      | Deportes Quindío (1)       | Francisco Lombardo      | Millonarios            |
| 1957      | Independiente Medellín (2) | René Seghini            | Deportes Tolima        |
| 1958      | Ind. Santa Fe (2)          | Julio Tocker            | Millonarios            |
| 1959      | Millonarios (5)            | Gabriel Ochoa Uribe     | Independiente Medellín |
| 1960      | Ind. Santa Fe (3)          | Julio Tocker            | América de Cali        |
| 1961      | Millonarios (6)            | Gabriel Ochoa Uribe     | Independiente Medellín |
| 1962      | Millonarios (7)            | Gabriel Ochoa Uribe     | Deportivo Cali         |
| 1963      | Millonarios (8)            | Gabriel Ochoa Uribe     | Ind. Santa Fe          |
| 1964      | Millonarios (9)            | Efraín Sánchez          | Cúcuta Deportivo       |
| 1965      | Deportivo Cali (1)         | Francisco Villegas      | Atlético Nacional      |
| 1966      | Ind. Santa Fe (4)          | Gabriel Ochoa Uribe     | Independiente Medellín |
| 1967      | Deportivo Cali (2)         | Francisco Villegas      | Millonarios            |
| 1968      | Unión Magdalena (1)        | Antonio Julio De La Hoz | Deportivo Cali         |
| 1969      | Deportivo Cali (3)         | Francisco Villegas      | América de Cali        |
| 1970      | Deportivo Cali (4)         | Roberto Reskín          | Atlético Junior        |
| 1971      | Ind. Santa Fe (5)          | Vladimir Popović        | Atlético Nacional      |
| 1972      | Millonarios (10)           | Gabriel Ochoa Uribe     | Deportivo Cali         |
| 1973      | Atlético Nacional (2)      | César López Fretes      | Millonarios            |
| 1974      | Deportivo Cali (5)         | Vladimir Popović        | Atlético Nacional      |
| 1975      | Ind. Santa Fe (6)          | Francisco Hormazábal    | Millonarios            |
| 1976      | Atlético Nacional (3)      | Osvaldo Zubeldía        | Deportivo Cali         |
| 1977      | Atlético Junior (1)        | Juan Ramón Verón        | Deportivo Cali         |
| 1978      | Millonarios (11)           | Pedro Dellacha          | Deportivo Cali         |
| 1979      | América de Cali (1)        | Gabriel Ochoa Uribe     | Ind. Santa Fe          |
| 1980      | Atlético Junior (2)        | José Varacka            | Deportivo Cali         |
| 1981      | Atlético Nacional (4)      | Osvaldo Zubeldía        | Deportes Tolima        |
| 1982      | América de Cali (2)        | Gabriel Ochoa Uribe     | Deportes Tolima        |
| 1983      | América de Cali (3)        | Gabriel Ochoa Uribe     | Atlético Junior        |
| 1984      | América de Cali (4)        | Gabriel Ochoa Uribe     | Millonarios            |
| 1985      | América de Cali (5)        | Gabriel Ochoa Uribe     | Deportivo Cali         |
| 1986      | América de Cali (6)        | Gabriel Ochoa Uribe     | Deportivo Cali         |
| 1987      | Millonarios (12)           | Luis Augusto García     | América de Cali        |
| 1988      | Millonarios (13)           | Luis Augusto García     | Atlético Nacional      |
| 1989      | Campionato cancellato      | Campionato cancellato   | Campionato cancellato  |
| 1990      | América de Cali (7)        | Gabriel Ochoa Uribe     | Atlético Nacional      |
| 1991      | Atlético Nacional (5)      | Hernán Darío Gómez      | América de Cali        |
| 1992      | América de Cali (8)        | Francisco Maturana      | Atlético Nacional      |
| 1993      | Atlético Junior (3)        | Julio Comesaña          | Independiente Medellín |
| 1994      | Atlético Nacional (6)      | Juan José Peláez        | Millonarios            |
| 1995      | Atlético Junior (4)        | Carlos Restrepo         | América de Cali        |
| 1995-1996 | Deportivo Cali (6)         | Fernando Castro         | Millonarios            |
| 1996-1997 | América de Cali (9)        | Luis Augusto García     | Atlético Bucaramanga   |
| 1998      | Deportivo Cali (7)         | José Eugenio Hernández  | Once Caldas            |
| 1999      | Atlético Nacional (7)      | Luis Fernando Suárez    | América de Cali        |
| 2000      | América de Cali (10)       | Jaime de la Pava        | Atlético Junior        |
| 2001      | América de Cali (11)       | Jaime de la Pava        | Independiente Medellín |
| 2002-I    | América de Cali (12)       | Jaime de la Pava        | Atlético Nacional      |
| 2002-II   | Independiente Medellín (3) | Víctor Luna             | Deportivo Pasto        |
| 2003-I    | Once Caldas (1)            | Luis Fernando Montoya   | Atlético Junior        |
| 2003-II   | Deportes Tolima (1)        | Luis Augusto García     | Deportivo Cali         |
| 2004-I    | Independiente Medellín (4) | Pedro Sarmiento         | Atlético Nacional      |
| 2004-II   | Atlético Junior (5)        | Miguel Ángel López      | Atlético Nacional      |
| 2005-I    | Atlético Nacional (8)      | Santiago Escobar        | Ind. Santa Fe          |
| 2005-II   | Deportivo Cali (8)         | Pedro Sarmiento         | Real Cartagena         |
| 2006-I    | Deportivo Pasto (1)        | Oscar Quintabani        | Deportivo Cali         |
| 2006-II   | Cúcuta Deportivo (1)       | Jorge Luis Pinto        | Deportes Tolima        |
| 2007-I    | Atlético Nacional (9)      | Oscar Quintabani        | Atlético Huila         |
| 2007-II   | Atlético Nacional (10)     | Oscar Quintabani        | La Equidad             |
| 2008-I    | Boyacá Chicó (1)           | Alberto Gamero          | América de Cali        |
| 2008-II   | América de Cali (13)       | Diego Umaña             | Independiente Medellín |
| 2009-I    | Once Caldas (2)            | Javier Álvarez          | Atlético Junior        |
| 2009-II   | Independiente Medellín (5) | Leonel Álvarez          | Atlético Huila         |
| 2010-I    | Atlético Junior (6)        | Diego Umaña             | La Equidad             |
| 2010-II   | Once Caldas (3)            | Juan Carlos Osorio      | Deportes Tolima        |
| 2011-I    | Atlético Nacional (11)     | Santiago Escobar        | La Equidad             |
| 2011-II   | Atlético Junior (7)        | José Eugenio Hernández  | Once Caldas            |
| 2012-I    | Ind. Santa Fe (7)          | Wilson Gutiérrez        | Deportivo Pasto        |
| 2012-II   | Millonarios (14)           | Hernán Torres           | Independiente Medellín |
| 2013-I    | Atlético Nacional (12)     | Juan Carlos Osorio      | Ind. Santa Fe          |
| 2013-II   | Atlético Nacional (13)     | Juan Carlos Osorio      | Deportivo Cali         |
| 2014-I    | Atlético Nacional (14)     | Juan Carlos Osorio      | Atlético Junior        |
| 2014-II   | Ind. Santa Fe (8)          | Gustavo Costas          | Independiente Medellín |
| 2015-I    | Deportivo Cali (9)         | Fernando Castro         | Independiente Medellín |
| 2015-II   | Atlético Nacional (15)     | Reinaldo Rueda          | Atlético Junior        |
| 2016-I    | Independiente Medellín (6) | Leonel Álvarez          | Atlético Junior        |
| 2016-II   | Ind. Santa Fe (9)          | Gustavo Costas          | Deportes Tolima        |
| 2017-I    | Atlético Nacional (16)     | Reinaldo Rueda          | Deportivo Cali         |
| 2017-II   | Millonarios (15)           | Miguel Ángel Russo      | Ind. Santa Fe          |
| 2018-I    | Deportes Tolima (2)        | Alberto Gamero          | Atlético Nacional      |
| 2018-II   | Atlético Junior (8)        | Julio Comesaña          | Independiente Medellín |
| 2019-I    | Atlético Junior (9)        | Julio Comesaña          | Deportivo Pasto        |
| 2019-II   | América de Cali (14)       | Alexandre Guimarães     | Atlético Junior        |
| 2020      | América de Cali (15)       | Juan Cruz Real          | Ind. Santa Fe          |
| 2021-I    | Deportes Tolima (3)        | Hernán Torres           | Millonarios            |
| 2021-II   | Deportivo Cali (10)        | Rafael Dudamel          | Deportes Tolima        |
| 2022-I    | Atlético Nacional (17)     | Hernán Darío Herrera    | Deportes Tolima        |
| 2022-II   | Deportivo Pereira (1)      | Alejandro Restrepo      | Independiente Medellín |
| 2023-I    | Millonarios (16)           | Alberto Gamero          | Atlético Nacional      |
| 2023-II   | Atlético Junior (10)       | Arturo Reyes            | Independiente Medellín |
| 2024-I    | Atlético Bucaramanga (1)   | Rafael Dudamel          | Ind. Santa Fe          |
| 2024-II   | Atlético Nacional (18)     | Efraín Juárez           | Deportes Tolima        |
| 2025-I    | Ind. Santa Fe (10)         | Jorge Bava              | Independiente Medellín |

## Capocannonieri
| Anno      | Nazionalità           | Miglior marcatore                                         | Gol                   | Squadra                                                  |
| --------- | --------------------- | --------------------------------------------------------- | --------------------- | -------------------------------------------------------- |
| 1948      | Argentina             | Alfredo Castillo                                          | 31                    | Millonarios                                              |
| 1949      | Argentina             | Pedro Cabillón                                            | 42                    | Millonarios                                              |
| 1950      | Paraguay              | Casimiro Ávalos                                           | 27                    | Deportivo Pereira                                        |
| 1951      | Argentina             | Alfredo Di Stéfano                                        | 31                    | Millonarios                                              |
| 1952      | Argentina             | Alfredo Di Stéfano                                        | 19                    | Millonarios                                              |
| 1953      | Argentina             | Mario Garelli                                             | 20                    | Deportes Quindío                                         |
| 1954      | Argentina             | Carlos Gambina                                            | 21                    | Atlético Nacional                                        |
| 1955      | Argentina             | Felipe Marino                                             | 22                    | Independiente Medellín                                   |
| 1956      | Colombia              | Jaime Gutiérrez                                           | 21                    | Deportes Quindío                                         |
| 1957      | Argentina             | José Grecco                                               | 30                    | Independiente Medellín                                   |
| 1958      | Argentina             | José Montanini                                            | 36                    | Atlético Bucaramanga                                     |
| 1959      | Argentina             | Felipe Marino                                             | 35                    | Independiente Medellín Cúcuta Deportivo                  |
| 1960      | Argentina             | Walter Marcolini                                          | 30                    | Deportivo Cali                                           |
| 1961      | Argentina             | Alberto Perazzo                                           | 32                    | Ind. Santa Fe                                            |
| 1962      | Uruguay               | José Verdún                                               | 36                    | Cúcuta Deportivo                                         |
| 1963      | Uruguay Argentina     | José Verdún Omar Lorenzo Devanni                          | 36                    | Cúcuta Deportivo Atlético Bucaramanga                    |
| 1964      | Argentina             | Omar Devanni                                              | 28                    | Unión Magdalena Atlético Bucaramanga                     |
| 1965      | Argentina             | Perfecto Rodríguez                                        | 38                    | Independiente Medellín                                   |
| 1966      | Argentina             | Omar Devanni                                              | 31                    | Ind. Santa Fe                                            |
| 1967      | Argentina             | José María Ferrero                                        | 38                    | Millonarios                                              |
| 1968      | Argentina             | José María Ferrero                                        | 32                    | Millonarios                                              |
| 1969      | Argentina             | Hugo Lóndero                                              | 24                    | América de Cali                                          |
| 1970      | Argentina Uruguay     | José María Ferrero Wálter Sossa                           | 27                    | Cúcuta Deportivo Ind. Santa Fe                           |
| 1971      | Argentina Paraguay    | Hugo Lóndero Apolinar Paniagua                            | 27                    | Cúcuta Deportivo Deportivo Pereira                       |
| 1972      | Argentina             | Hugo Lóndero                                              | 30                    | Cúcuta Deportivo                                         |
| 1973      | Uruguay               | Nélson Silva Pacheco                                      | 36                    | Cúcuta Deportivo Atlético Junior                         |
| 1974      | Brasile               | Víctor Ephanor                                            | 33                    | Atlético Junior                                          |
| 1975      | Argentina             | Jorge Ramón Cáceres                                       | 35                    | Deportivo Pereira                                        |
| 1976      | Argentina             | Miguel Ángel Converti                                     | 33                    | Millonarios                                              |
| 1977      | Argentina             | Oswaldo Palavecino                                        | 33                    | Atlético Nacional                                        |
| 1978      | Argentina             | Oswaldo Palavecino                                        | 36                    | Atlético Nacional                                        |
| 1979      | Argentina             | Juan José Irigoyén                                        | 36                    | Millonarios                                              |
| 1980      | Argentina             | Sergio Cierra                                             | 26                    | Deportivo Pereira                                        |
| 1981      | Argentina             | Víctor del Río                                            | 29                    | Deportes Tolima                                          |
| 1982      | Argentina             | Miguel Oswaldo González                                   | 27                    | Atlético Bucaramanga                                     |
| 1983      | Argentina             | Hugo Gottardi                                             | 29                    | Ind. Santa Fe                                            |
| 1984      | Argentina             | Hugo Gottardi                                             | 23                    | Ind. Santa Fe                                            |
| 1985      | Argentina             | Miguel Oswaldo González                                   | 34                    | Deportivo Cali                                           |
| 1986      | Argentina             | Héctor Sossa                                              | 23                    | Independiente Medellín                                   |
| 1987      | Cile                  | Jorge Aravena                                             | 23                    | Deportivo Cali                                           |
| 1988      | Colombia              | Sergio Angulo                                             | 29                    | Ind. Santa Fe                                            |
| 1989      | Campionato cancellato | Campionato cancellato                                     | Campionato cancellato | Campionato cancellato                                    |
| 1990      | Colombia              | Anthony de Ávila                                          | 25                    | América de Cali                                          |
| 1991      | Colombia              | Iván René Valenciano                                      | 30                    | Atlético Junior                                          |
| 1992      | Colombia              | John Jairo Tréllez                                        | 25                    | Atlético Nacional                                        |
| 1993      | Colombia              | Miguel Ángel Guerrero                                     | 34                    | Atlético Junior                                          |
| 1994      | Colombia              | Rubén Darío Hernández                                     | 32                    | Independiente Medellín Deportivo Pereira América de Cali |
| 1995      | Colombia              | Iván René Valenciano                                      | 24                    | Atlético Junior                                          |
| 1995-1996 | Colombia              | Iván René Valenciano                                      | 36                    | Atlético Junior                                          |
| 1996-1997 | Colombia              | Hamilton Ricard                                           | 36                    | Deportivo Cali                                           |
| 1998      | Colombia              | Víctor Bonilla                                            | 37                    | Deportivo Cali                                           |
| 1999      | Argentina             | Sergio Galván                                             | 26                    | Once Caldas                                              |
| 2000      | Colombia              | Carlos Alberto Castro                                     | 24                    | Millonarios                                              |
| 2001      | Colombia              | Carlos Alberto Castro Jorge Horacio Serna                 | 29                    | Millonarios Independiente Medellín                       |
| 2002-I    | Colombia              | Luis Zuleta                                               | 13                    | Unión Magdalena                                          |
| 2002-II   | Colombia              | Orlando Ballesteros                                       | 13                    | Atlético Bucaramanga                                     |
| 2003-I    | Colombia              | Arnulfo Valentierra                                       | 13                    | Once Caldas                                              |
| 2003-II   | Colombia              | Léider Preciado                                           | 17                    | Deportivo Cali                                           |
| 2004-I    | Colombia              | Sergio Herrera                                            | 13                    | América de Cali                                          |
| 2004-II   | Colombia              | Leonardo Fabio Moreno                                     | 15                    | América de Cali                                          |
| 2005-I    | Colombia              | Víctor Hugo Aristizábal                                   | 16                    | Atlético Nacional                                        |
| 2005-II   | Colombia              | Jámerson Rentería Hugo Rodallega                          | 12                    | Real Cartagena Deportivo Cali                            |
| 2006-I    | Colombia              | Jorge Díaz                                                | 15                    | Cúcuta Deportivo                                         |
| 2006-II   | Colombia              | Diego Álvarez                                             | 11                    | Independiente Medellín                                   |
| 2007-I    | Colombia Argentina    | Freddy Montero Sergio Galván                              | 13                    | Atlético Huila Atlético Nacional                         |
| 2007-II   | Colombia              | Dayro Moreno                                              | 16                    | Once Caldas                                              |
| 2008-I    | Colombia Argentina    | Ivan Velásquez Miguel Caneo                               | 13                    | Deportes Quindío Boyacá Chicó                            |
| 2008-II   | Colombia              | Freddy Montero                                            | 16                    | Deportivo Cali                                           |
| 2009-I    | Colombia              | Teófilo Gutiérrez                                         | 16                    | Atlético Junior                                          |
| 2009-II   | Colombia              | Jackson Martínez                                          | 18                    | Independiente Medellín                                   |
| 2010-I    | Colombia              | Carlos Bacca Carlos Rentería                              | 12                    | Atlético Junior La Equidad                               |
| 2010-II   | Colombia              | Wilder Medina Dayro Moreno                                | 16                    | Deportes Tolima Once Caldas                              |
| 2011-I    | Colombia              | Carlos Rentería                                           | 12                    | Atlético Nacional                                        |
| 2011-II   | Colombia              | Carlos Bacca                                              | 12                    | Atlético Junior                                          |
| 2012-I    | Paraguay              | Robin Ramírez                                             | 13                    | Deportes Tolima                                          |
| 2012-II   | Colombia Argentina    | Carmelo Valencia Henry Hernández Germán Cano              | 9                     | La Equidad Cúcuta Deportivo Independiente Medellín       |
| 2013-I    | Colombia              | Wilder Medina                                             | 12                    | Ind. Santa Fe                                            |
| 2013-II   | Colombia              | Dayro Moreno Luis Carlos Ruiz                             | 16                    | Millonarios Atlético Junior                              |
| 2014-I    | Colombia              | Dayro Moreno                                              | 13                    | Millonarios                                              |
| 2014-II   | Argentina             | Germán Cano                                               | 16                    | Independiente Medellín                                   |
| 2015-I    | Colombia              | Fernando Uribe                                            | 15                    | Millonarios                                              |
| 2015-II   | Colombia              | Jefferson Duque                                           | 14                    | Atlético Nacional                                        |
| 2016-I    | Colombia              | Miguel Borja                                              | 19                    | Cortuluá                                                 |
| 2016-II   | Colombia              | Ayron del Valle                                           | 12                    | Millonarios                                              |
| 2017-I    | Colombia              | Dayro Moreno                                              | 14                    | Atlético Nacional                                        |
| 2017-II   | Colombia              | Yimmi Chará Ayron del Valle Dayro Moreno Carmelo Valencia | 11                    | Atlético Junior Millonarios Atlético Nacional La Equidad |
| 2018-I    | Argentina             | Germán Cano                                               | 12                    | Independiente Medellín                                   |
| 2018-II   | Argentina             | Germán Cano                                               | 20                    | Independiente Medellín                                   |
| 2019-I    | Argentina             | Germán Cano                                               | 21                    | Independiente Medellín                                   |
| 2019-II   | Argentina Colombia    | Germán Cano Michael Rangel                                | 13                    | Independiente Medellín América de Cali                   |
| 2020      | Colombia              | Miguel Borja                                              | 14                    | Atlético Junior                                          |
| 2021-I    | Colombia              | Jefferson Duque Fernando Uribe Diego Herazo               | 11                    | Atlético Nacional Millonarios La Equidad                 |
| 2021-II   | Colombia              | Harold Preciado                                           | 13                    | Deportivo Cali                                           |
| 2022-I    | Colombia              | Dayro Moreno                                              | 13                    | Atlético Bucaramanga                                     |
| 2022-II   | Colombia              | Leonardo Castro                                           | 15                    | Deportivo Pereira                                        |
| 2023-I    | Colombia              | Marco Pérez                                               | 13                    | Águilas Doradas                                          |
| 2023-II   | Colombia              | Carlos Bacca                                              | 18                    | Atlético Junior                                          |
| 2024-I    | Colombia              | Carlos Bacca Hugo Rodallega                               | 12                    | Atlético Junior Ind. Santa Fe                            |
| 2024-II   | Colombia              | Daniel Moreno                                             | 17                    | Deportivo Pasto                                          |
| 2025-I    | Colombia              | Hugo Rodallega                                            | 16                    | Ind. Santa Fe                                            |

## Classifica di rendimento
| Squadra                | Vittorie | Secondi posti |
| ---------------------- | -------- | ------------- |
| Atlético Nacional      | 18       | 12            |
| Millonarios            | 16       | 10            |
| América de Cali        | 15       | 7             |
| Deportivo Cali         | 10       | 14            |
| Atlético Junior        | 10       | 10            |
| Ind. Santa Fe          | 10       | 7             |
| Independiente Medellín | 6        | 13            |
| Once Caldas            | 4        | 2             |
| Deportes Tolima        | 3        | 9             |
| Deportivo Pasto        | 1        | 3             |
| Deportes Quindío       | 1        | 2             |
| Cúcuta Deportivo       | 1        | 1             |
| Atlético Bucaramanga   | 1        | 1             |
| Boyacá Chicó           | 1        | 0             |
| Unión Magdalena        | 1        | 0             |
| Deportivo Pereira      | 1        | 0             |
| La Equidad             | 0        | 3             |
| Boca Juniors de Cali   | 0        | 2             |
| Atlético Huila         | 0        | 2             |
| Real Cartagena         | 0        | 1             |